# Urgedra
Urgedra is een geslacht van vlinders van de familie tandvlinders (Notodontidae).

## Soorten
- U. albodiscata Dognin, 1910
- U. benca Schaus, 1937
- U. brunea Druce, 1911
- U. chaon Druce, 1911
- U. dissociata Dognin, 1910
- U. dissolvens Dognin, 1910
- U. fremida Dognin, 1911
- U. multilineata Druce, 1906
- U. nabora Schaus, 1928
- U. oslaca Schaus, 1928
- U. palmeri Druce, 1911
- U. permixta Dognin, 1914
- U. striata Druce, 1906
- U. viridiflava Dognin
- U. viridinigra Dognin, 1910